# کالج اکسیدنتال
اکسیدنتال کالج (غیررسمی اکسی) یک کالج خصوصی لیبرال آرتز در لس آنجلس، کالیفرنیا است. این مؤسسه در سال ۱۸۸۷ توسط روحانیت و اعضای کلیسای پروتستان بنیانگذاری شد. این کالج یکی از قدیمی‌ترین کالج‌های لیبرال آرتز در ساحل غربی است. کالج Occidental اغلب به‌طور کوتاه تحت عنوان " Oxy " شناخته می‌شود. بن افلک هنرپیشه سینما و باراک اوباما چهل‌وچهارمین رئیس‌جمهوری آمریکا از فارغ‌التحصیلان شهیر این کالج هستند.